# جيم تايلور (مستكشف)
جيم تايلور (بالإنجليزية: Jim Taylor)‏ هو مستكشف أسترالي، ولد في 25 يناير 1901، وتوفي في 28 يونيو 1987.